# Claudina (Mé-Zóchi)
Claudina é uma aldeia de São Tomé e Príncipe, localiza-se no distrito de Mé-Zóchi, ilha de São Tomé, próxima às localidades de Chamiço, Campo Grande e de São Carlos.